# Pierre-Jules Hetzel

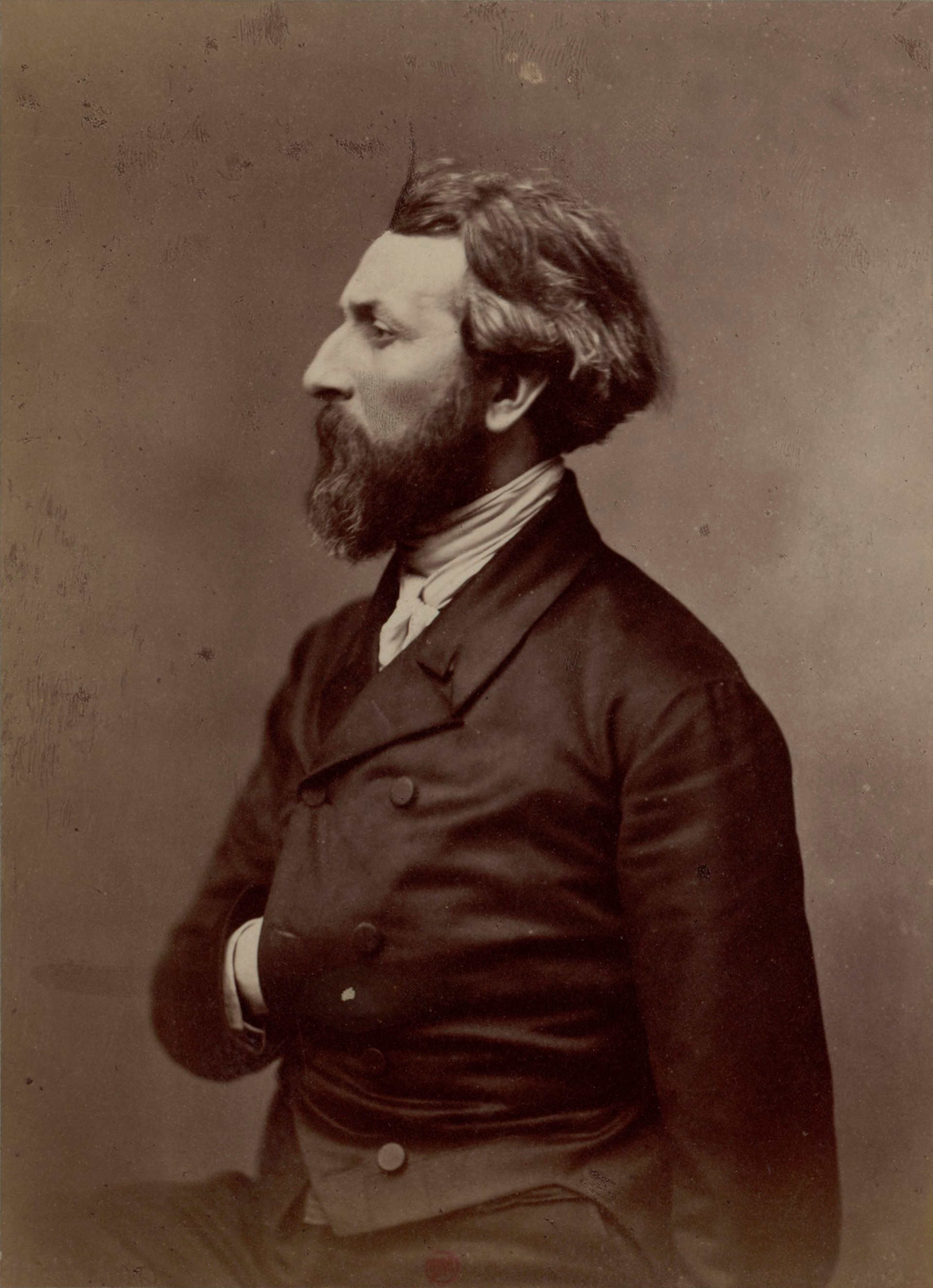
Pierre-Jules Hetzel

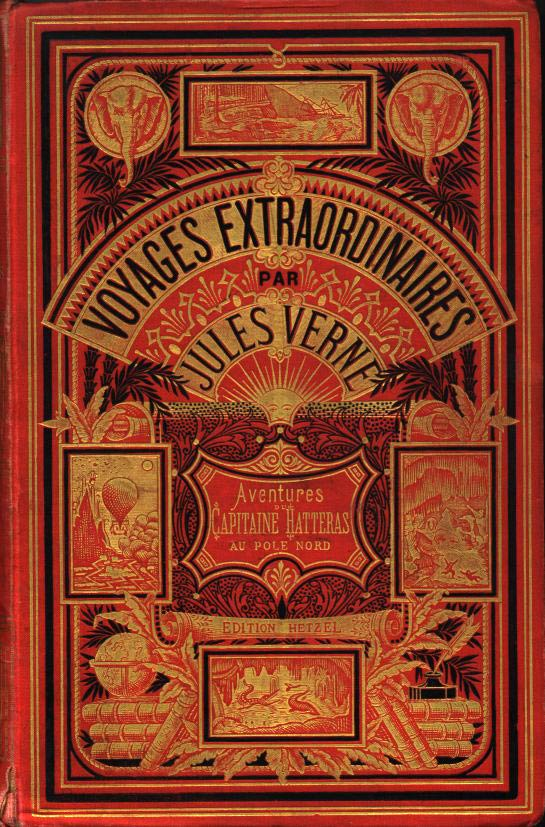
Ein typisches, reich illustriertes Cover der von Hetzel herausgegebenen Bücher

Pierre-Jules Hetzel (* 15. Januar 1814 in Chartres, Eure-et-Loir; † 17. März 1886 in Monte-Carlo) war ein französischer Autor und Verleger. Besonders bekannt ist er für die reich illustrierten Ausgaben von Jules Vernes Romanen, die heute bei Sammlern sehr hohe Preise erzielen. Hetzel war auch der wichtigste Verleger von Victor Hugo und anderen französischen Schriftstellern.

## Werdegang
Nach Abbruch seines Rechtsstudiums in Straßburg gründete Hetzel 1837 einen Verlag. Er war der Herausgeber der Werke von Honoré de Balzac, dessen Comédie humaine 1841 erschien, und veröffentlichte auch Schriften von Victor Hugo und Émile Zola. 1843 gründete er die Zeitschrift Nouveau magasin des enfants. Hetzel war als Republikaner bekannt und wurde 1848 Chef des Kabinetts des damaligen Außenministers Alphonse de Lamartine. Nach dem Staatsstreich, der die Zweite Französische Republik beendete, ging er ins Exil nach Belgien und setzte dort seine politischen und schriftstellerischen Tätigkeiten gegen das Zweite Kaiserreich fort. Dies tat er auch durch die heimliche Veröffentlichung von Victor Hugos Pamphlet Les Châtiments.
1859 kehrte Hetzel nach Frankreich zurück und veröffentlichte Werke von Proudhon und Baudelaire. Auch eine bedeutende Auflage der Geschichten von Charles Perrault, illustriert von Gustave Doré, entstand in dieser Zeit. Er gründete die Bibliothèque illustrée des Familles, die 1864 in Magasin d'éducation et de récréation umbenannt wurde. Sein Ziel war es, dass Wissenschaftler, Schriftsteller und Illustratoren zusammenarbeiten sollten, um bildende Publikationen für die ganze Familie herausgeben zu können.

### Zusammenarbeit mit Jules Verne
Hetzels Berühmtheit kam von den von ihm herausgegebenen Ausgaben der Voyages extraordinaires („Unglaubliche Reisen“) von Jules Verne. Die Geschichten wurden ursprünglich als Fortsetzungsgeschichten in alle 2 Wochen erscheinenden Kapiteln veröffentlicht. Erst wenn alle Kapitel einer Geschichte erschienen waren, wurde sie in Buchform angeboten. Meist war das am Jahresende der Fall, sodass die Bücher als Weihnachtsgeschenke für ältere Kinder verwendet werden konnten. Es gab jeweils 3 Versionen: eine kostengünstige ohne Illustrationen, eine kleinformatige Ausgabe mit wenigen und eine dritte, große mit vielen Illustrationen. Die Bücher der letztgenannten Ausgaben sind heute bei Buchsammlern sehr begehrt.
Nach allgemeiner Annahme entdeckte Hetzel den Schriftsteller Jules Verne, aber Experten sind sich nicht einig, ob es Hetzel war, der Verne zum Erfolg verhalf, oder ob vielmehr der schriftstellerische Erfolg Vernes dem Verleger Hetzel zum Durchbruch verhalf. Jeder der beiden profitierte jeweils vom anderen und ihre Beziehung ging offensichtlich weit über die zwischen Schriftsteller und Verleger hinaus.
1863 lehnte Hetzel Vernes Manuskript für Paris im 20. Jahrhundert ab, weil er glaubte, dass es eine Vision von der Zukunft zeichnen würde, die für das zeitgenössische Publikum zu negativ und unglaublich wäre. Später stellen Wissenschaftler jedoch fest, dass Vernes Voraussagen erstaunlich genau eintrafen. Verne verschloss den Entwurf und schrieb später keine dystopischen Geschichten mehr. Paris im 20. Jahrhundert wurde erst 1994 in Frankreich veröffentlicht.
Hetzel schrieb unter dem Pseudonym P.-J. Stahl auch Jugendbücher, z. B. „Histoire d'un Ane et de Deux Jeunes Filles“ (Geschichte eines Esels und zweier junger Mädchen). Nach seinem Tod wurde die Verlagsgesellschaft von seinem Sohn und ab 1914 von Hachette Livre geleitet.